# Puchar Świata w narciarstwie dowolnym 2013/2014
Puchar Świata w narciarstwie dowolnym 2013/2014 rozpoczął się 17 sierpnia 2013 w nowozelandzkiej Cardronie, a zakończył 23 marca 2014 we francuskim La Plagne. Najważniejszą imprezą sezonu były XXII Igrzyska Olimpijskie w Soczi.
Puchar Świata został rozegrany w 14 krajach i 23 miastach na 4 kontynentach.
Obrońcami Kryształowej Kuli byli Kanadyjczyk Mikaël Kingsbury wśród mężczyzn oraz Chinka Xu Mengtao wśród kobiet.

## Konkurencje
- AE = skoki akrobatyczne
- MO = jazda po muldach
- DM = jazda po muldach podwójnych
- SX = skicross
- HP = Halfpipe
- SS = Slopestyle

## Kalendarz i wyniki Pucharu Świata

### Mężczyźni
| Lp.                                                                | Data                              | Miejscowość                | Dyscyplina | 1. Miejsce             | 2. Miejsce            | 3. Miejsce            |
| ------------------------------------------------------------------ | --------------------------------- | -------------------------- | ---------- | ---------------------- | --------------------- | --------------------- |
| 1.                                                                 | 17 sierpnia 2013                  | Cardrona                   | HP         | Antti-Jussi Kemppainen | Aaron Blunck          | Taylor Seaton         |
| 2.                                                                 | 25 sierpnia 2013                  | Cardrona                   | SS         | Nicholas Goepper       | James Woods           | Russell Henshaw       |
| 3.                                                                 | 7 grudnia 2013                    | Nakiska                    | SX         | Jonas Devouassoux      | Armin Niederer        | Brady Leman           |
| 4.                                                                 | 14 grudnia 2013                   | Ruka                       | MO         | Mikaël Kingsbury       | Alexandre Bilodeau    | Shō Endō              |
| 5.                                                                 | 15 grudnia 2013                   | Beidahu                    | AE         | Liu Zhongqing          | Anton Kusznir         | Jia Zongyang          |
| 6.                                                                 | 15 grudnia 2013                   | Val Thorens                | SX         | Andreas Matt           | Victor Öhling Norberg | Jean Frédéric Chapuis |
| 7.                                                                 | 20 grudnia 2013                   | Copper Mountain            | HP         | Aaron Blunck           | Kevin Rolland         | Gus Kenworthy         |
| 8.                                                                 | 21 grudnia 2013                   | Copper Mountain            | SS         | Andreas Håtveit        | Nicholas Goepper      | Russell Henshaw       |
| 9.                                                                 | 22 grudnia 2013                   | Pekin                      | AE         | Travis Gerrits         | Wu Chao               | Jia Zongyang          |
| 10.                                                                | 21 grudnia 2013                   | Innichen                   | SX         | David Duncan           | Alex Fiva             | Brady Leman           |
| 11.                                                                | 22 grudnia 2013                   | Innichen                   | SX         | David Duncan           | Andreas Matt          | Daniel Böhnacker      |
| 12.                                                                | 3 stycznia 2014                   | Calgary                    | HP         | Justin Dorey           | Noah Bowman           | Matt Margetts         |
| 13.                                                                | 4 stycznia 2014                   | Calgary                    | MO         | Mikaël Kingsbury       | Alexandre Bilodeau    | Patrick Deneen        |
| 14.                                                                | 9 stycznia 2014                   | Deer Valley                | MO         | Mikaël Kingsbury       | Alexandre Bilodeau    | Marc-Antoine Gagnon   |
| 15.                                                                | 10 stycznia 2014                  | Deer Valley                | AE         | Anton Kusznir          | Qi Guangpu            | Alaksiej Hryszyn      |
| 16.                                                                | 11 stycznia 2014                  | Deer Valley                | MO         | Alexandre Bilodeau     | Mikaël Kingsbury      | Aleksandr Smyszlajew  |
| 17.                                                                | 10 stycznia 2014                  | Northstar Breckenridge     | SS         | Bobby Brown            | Jesper Tjäder         | Kai Mahler            |
| 18.                                                                | 12 stycznia 2014                  | Northstar Breckenridge     | HP         | David Wise             | Micheal Riddle        | Kevin Rolland         |
| 19.                                                                | 14 stycznia 2014                  | Saint-Côme                 | AE         | Liu Zhongqing          | Mac Bohonnon          | David Morris          |
| 20.                                                                | 19 stycznia 2014                  | Saint-Côme                 | MO         | Alexandre Bilodeau     | Mikaël Kingsbury      | Bradley Wilson        |
| 21.                                                                | 17 stycznia 2014 16 stycznia 2014 | Bischofswiesen Val Thorens | SX         | Christopher Del Bosco  | Daniel Böhnacker      | Victor Öhling Norberg |
| 22.                                                                | 11 stycznia 2014 17 stycznia 2014 | Megève Val Thorens         | SX         | John Teller            | Victor Öhling Norberg | David Duncan          |
| 23.                                                                | 18 stycznia 2014                  | Gstaad                     | SS         | Josiah Wells           | Jesper Tjäder         | Fabian Bösch          |
| 24.                                                                | 15 stycznia 2014                  | Lake Placid                | MO         | Alexandre Bilodeau     | Patrick Deneen        | Bradley Wilson        |
| 25.                                                                | 18 stycznia 2014                  | Lake Placid                | AE         | Qi Guangpu             | Liu Zhongqing         | Alaksiej Hryszyn      |
| 26.                                                                | 25 stycznia 2014                  | Kreischberg                | SX         | Alex Fiva              | Johannes Rohrweck     | Michael Schmid        |
| 7 lutego – 23 lutego 2014 Zimowe Igrzyska Olimpijskie 2014 – Soczi |                                   |                            |            |                        |                       |                       |
| 27.                                                                | 1 marca 2014                      | Inawashiro                 | MO         | Bradley Wilson         | Marc-Antoine Gagnon   | Mikaël Kingsbury      |
| 28.                                                                | 2 marca 2014                      | Inawashiro                 | DM         | Mikaël Kingsbury       | Shō Endō              | Pascal-Olivier Gagné  |
| 29.                                                                | 7 marca 2014                      | Arosa                      | SX         | Alex Fiva              | Tomáš Kraus           | Didrik Bastian Juell  |
| 30.                                                                | 8 marca 2014                      | Åre                        | DM         | Zawody odwołane        | Zawody odwołane       | Zawody odwołane       |
| 31.                                                                | 15 marca 2014                     | Åre                        | SX         | Victor Öhling Norberg  | Jonathan Midol        | Armin Niederer        |
| 32.                                                                | 16 marca 2014                     | Åre                        | SX         | Thomas Zangerl         | Andreas Matt          | Armin Niederer        |
| 33.                                                                | 15 marca 2014                     | Voss                       | MO         | Aleksandr Smyszlajew   | Alexandre Bilodeau    | Patrick Deneen        |
| 34.                                                                | 16 marca 2014                     | Voss                       | DM         | Mikaël Kingsbury       | Alexandre Bilodeau    | Bradley Wilson        |
| 35.                                                                | 15 marca 2014 22 marca 2014       | Silvaplana                 | SS         | Jesper Tjäder          | Noah Wallace          | Christian Nummedal    |
| 36.                                                                | 21 marca 2014                     | La Plagne                  | DM         | Alexandre Bilodeau     | Mikaël Kingsbury      | Benjamin Cavet        |
| 37.                                                                | 23 marca 2014                     | La Plagne                  | SX         | Jean Frédéric Chapuis  | Christoph Wahrstötter | Brady Leman           |

### Wyniki reprezentantów Polski
| Zawodniczka | Cardrona 17.08 | Cardrona 25.08 | Nakiska 07.12 | Ruka 14.12 | Beidahu 15.12 | Val Thorens 15.12 | Copper Mountain 20.12 | Copper Mountain 21.12 | Pekin 22.12 | Innichen 21.12 | Innichen 22.12 | Calgary 3.01 | Calgary 4.01 | Deer Valley 9.01 | Deer Valley 10.01 | Deer Valley 11.01 | Breckenridge 10.01 | Breckenridge 12.01 | Saint-Côme 14.01 | Saint-Côme 19.01 | Val Thorens 16.01 | Val Thorens 18.01 | Gstaad 18.01 | Lake Placid 15.01 | Lake Placid 18.01 | Kreischberg 25.01 | Inawashiro 01.03 | Inawashiro 02.03 | Arosa 07.03 | Åre 08.03 | Åre 15.03 | Åre 16.03 | Voss 15.03 | Voss 16.03 | Silvaplana 15.03 | La Plagne 22.03 | La Plagne 23.03 |
| Colin Lang | –              | –              | –             | –          | –             | –                 | –                     | –                     | –           | –              | –              | –            | 50           | 50               | –                 | 56                | –                  | –                  | –                | –                | –                 | –                 | –            | dnf               | –                 | –                 | –                | –                | –           | –         | –         | –         | –          | –          | –                | –               | –               |
| Marcin Orłowski | –              | –              | –             | –          | –             | –                 | –                     | –                     | –           | –              | –              | –            | –            | –                | –                 | –                 | –                  | –                  | –                | –                | –                 | –                 | –            | –                 | –                 | –                 | –                | –                | –           | –         | –         | –         | –          | –          | –                | –               | –               |
| Michał Lipczyński | –              | –              | –             | –          | –             | –                 | –                     | –                     | –           | –              | –              | –            | –            | –                | –                 | –                 | –                  | –                  | –                | –                | –                 | –                 | –            | –                 | –                 | –                 | –                | –                | –           | –         | –         | –         | –          | –          | –                | –               | –               |
| Mateusz Habrat | –              | –              | –             | –          | –             | –                 | –                     | –                     | –           | 66             | 62             | –            | –            | –                | –                 | –                 | –                  | –                  | –                | –                | 71                | 69                | –            | –                 | –                 | 55                | –                | –                | –           | –         | –         | –         | –          | –          | –                | –               | –               |
| Szczepan Karpiel | –              | 45             | –             | –          | –             | –                 | –                     | –                     | –           | –              | –              | –            | –            | –                | –                 | –                 | –                  | –                  | –                | –                | –                 | –                 | –            | –                 | –                 | –                 | –                | –                | –           | –         | –         | –         | –          | –          | –                | –               | –               |
| Bartłomiej Sibiga | –              | 56             | –             | –          | –             | –                 | –                     | –                     | –           | –              | –              | –            | –            | –                | –                 | –                 | –                  | –                  | –                | –                | –                 | –                 | 52           | –                 | –                 | –                 | –                | –                | –           | –         | –         | –         | –          | –          | –                | –               | –               |
| Paweł Palichleb | –              | –              | –             | –          | –             | –                 | –                     | –                     | –           | –              | –              | –            | –            | –                | –                 | –                 | –                  | –                  | –                | –                | –                 | –                 | –            | –                 | –                 | –                 | –                | –                | –           | –         | –         | –         | –          | –          | –                | –               | –               |
| 1-3 4-30 poniżej 30 dnf – zawodnik nie ukończył zjazdu dns – Zawodnik nie wystartował dsq – Zawodnik zdyskwalifikowany |                |                |               |            |               |                   |                       |                       |             |                |                |              |              |                  |                   |                   |                    |                    |                  |                  |                   |                   |              |                   |                   |                   |                  |                  |             |           |           |           |            |            |                  |                 |                 |

### Kobiety
| Lp.                                                                | Data                              | Miejscowość                | Dyscyplina | 1. Miejsce                 | 2. Miejsce              | 3. Miejsce              |
| ------------------------------------------------------------------ | --------------------------------- | -------------------------- | ---------- | -------------------------- | ----------------------- | ----------------------- |
| 1.                                                                 | 17 sierpnia 2013                  | Cardrona                   | HP         | Devin Logan                | Angeli Vanlaanen        | Mirjam Jäger            |
| 2.                                                                 | 25 sierpnia 2013                  | Cardrona                   | SS         | Tiril Sjåstad Christiansen | Dara Howell             | Lisa Zimmermann         |
| 3.                                                                 | 7 grudnia 2013                    | Nakiska                    | SX         | Marielle Thompson          | Fanny Smith             | Ophélie David           |
| 4.                                                                 | 13 grudnia 2013                   | Ruka                       | MO         | Hannah Kearney             | Justine Dufour-Lapointe | Aiko Uemura             |
| 5.                                                                 | 15 grudnia 2013                   | Beidahu                    | AE         | Li Nina                    | Ashley Caldwell         | Xu Sicun                |
| 6.                                                                 | 15 grudnia 2013                   | Val Thorens                | SX         | Katrin Müller              | Sanna Lüdi              | Ophélie David           |
| 7.                                                                 | 20 grudnia 2013                   | Copper Mountain            | HP         | Brita Sigourney            | Maddie Bowman           | Marie Martinod          |
| 8.                                                                 | 21 grudnia 2013                   | Copper Mountain            | SS         | Dara Howell                | Darian Stevens          | Grete Eliassen          |
| 9.                                                                 | 21 grudnia 2013                   | Pekin                      | AE         | Zhang Xin                  | Lydia Lassila           | Xu Mengtao              |
| 10.                                                                | 21 grudnia 2013                   | Innichen                   | SX         | Fanny Smith                | Kelsey Serwa            | Anna Holmlund           |
| 11.                                                                | 22 grudnia 2013                   | Innichen                   | SX         | Katrin Müller              | Marielle Thompson       | Heidi Zacher            |
| 12.                                                                | 3 stycznia 2014                   | Calgary                    | HP         | Rowan Cheshire             | Virginie Faivre         | Amy Sheehan             |
| 13.                                                                | 4 stycznia 2014                   | Calgary                    | MO         | Justine Dufour-Lapointe    | Hannah Kearney          | Chloé Dufour-Lapointe   |
| 14.                                                                | 9 stycznia 2014                   | Deer Valley                | MO         | Hannah Kearney             | Chloé Dufour-Lapointe   | Justine Dufour-Lapointe |
| 15.                                                                | 10 stycznia 2014                  | Deer Valley                | AE         | Cheng Shuang               | Zhang Xin               | Xu Mengtao              |
| 16.                                                                | 11 stycznia 2014                  | Deer Valley                | MO         | Hannah Kearney             | Julija Gałyszewa        | Maxime Dufour-Lapointe  |
| 17.                                                                | 10 stycznia 2014                  | Northstar Breckenridge     | SS         | Keri Herman                | Emma Dahlström          | Devin Logan             |
| 18.                                                                | 12 stycznia 2014                  | Northstar Breckenridge     | HP         | Maddie Bowman              | Ayana Onozuka           | Amy Sheehan             |
| 19.                                                                | 14 stycznia 2014                  | Saint-Côme                 | AE         | Lydia Lassila              | Li Nina                 | Zhang Xin               |
| 20.                                                                | 19 stycznia 2014                  | Saint-Côme                 | MO         | Chloé Dufour-Lapointe      | Justine Dufour-Lapointe | Junko Hoshino           |
| 21.                                                                | 17 stycznia 2014 16 stycznia 2014 | Bischofswiesen Val Thorens | SX         | Sanna Lüdi                 | Sandra Näslund          | Katrin Ofner            |
| 22.                                                                | 11 stycznia 2014 17 stycznia 2014 | Megève Val Thorens         | SX         | Marielle Thompson          | Katrin Müller           | Ophélie David           |
| 23.                                                                | 18 stycznia 2014                  | Gstaad                     | SS         | Lisa Zimmermann            | Katie Summerhayes       | Silvia Bertagna         |
| 24.                                                                | 15 stycznia 2014                  | Lake Placid                | MO         | Justine Dufour-Lapointe    | Heidi Kloser            | Hannah Kearney          |
| 25.                                                                | 18 stycznia 2014                  | Lake Placid                | AE         | Li Nina                    | Danielle Scott          | Zhang Xin               |
| 26.                                                                | 25 stycznia 2014                  | Kreischberg                | SX         | Ophélie David              | Fanny Smith             | Marielle Thompson       |
| 7 lutego – 23 lutego 2014 Zimowe Igrzyska Olimpijskie 2014 – Soczi |                                   |                            |            |                            |                         |                         |
| 27.                                                                | 1 marca 2014                      | Inawashiro                 | MO         | Justine Dufour-Lapointe    | Heather McPhie          | Maxime Dufour-Lapointe  |
| 28.                                                                | 2 marca 2014                      | Inawashiro                 | DM         | Hannah Kearney             | Jelena Muratowa         | Junko Hoshino           |
| 29.                                                                | 7 marca 2014                      | Arosa                      | SX         | Marte Høie Gjefsen         | Fanny Smith             | Ophélie David           |
| 30.                                                                | 8 marca 2014                      | Åre                        | DM         | Zawody odwołane            | Zawody odwołane         | Zawody odwołane         |
| 31.                                                                | 15 marca 2014                     | Åre                        | SX         | Fanny Smith                | Marielle Thompson       | Sandra Näslund          |
| 32.                                                                | 16 marca 2014                     | Åre                        | SX         | Fanny Smith                | Ophélie David           | Georgia Simmerling      |
| 33.                                                                | 15 marca 2014                     | Voss                       | MO         | Justine Dufour-Lapointe    | Chloé Dufour-Lapointe   | Hannah Kearney          |
| 34.                                                                | 16 marca 2014                     | Voss                       | DM         | Hannah Kearney             | Justine Dufour-Lapointe | Chloé Dufour-Lapointe   |
| 35.                                                                | 15 marca 2014 22 marca 2014       | Silvaplana                 | SS         | Lisa Zimmermann            | Emma Dahlström          | Camillia Berra          |
| 36.                                                                | 21 marca 2014                     | La Plagne                  | DM         | Hannah Kearney             | Chloé Dufour-Lapointe   | Maxime Dufour-Lapointe  |
| 37.                                                                | 23 marca 2014                     | La Plagne                  | SX         | Marielle Thompson          | Fanny Smith             | Georgia Simmerling      |

### Wyniki reprezentantek Polski
| Zawodniczka | Cardrona 17.08 | Cardrona 25.08 | Nakiska 07.12 | Ruka 14.12 | Beidahu 15.12 | Val Thorens 15.12 | Copper Mountain 20.12 | Copper Mountain 21.12 | Pekin 22.12 | Innichen 21.12 | Innichen 22.12 | Calgary 3.01 | Calgary 4.01 | Deer Valley 9.01 | Deer Valley 10.01 | Deer Valley 11.01 | Breckenridge 10.01 | Breckenridge 12.01 | Saint-Côme 14.01 | Saint-Côme 19.01 | Val Thorens 16.12 | Val Thorens 18.01 | Gstaad 18.01 | Lake Placid 15.01 | Lake Placid 18.01 | Kreischberg 25.01 | Inawashiro 01.03 | Inawashiro 02.03 | Arosa 07.03 | Åre 08.03 | Åre 15.03 | Åre 16.03 | Voss 15.03 | Voss 16.03 | Silvaplana 15.03 | La Plagne 22.03 | La Plagne 23.03 |
| Karolina Riemen-Ż. | –              | –              | 10            | –          | –             | 17                | –                     | –                     | –           | 8              | 8              | –            | –            | –                | –                 | –                 | –                  | –                  | –                | –                | 22                | 10                | –            | –                 | –                 | 10                | –                | –                | 12          | –         | 17        | 8         | –          | –          | –                | –               | 7               |
| Zuzanna Witych | –              | –              | –             | –          | –             | –                 | –                     | –                     | –           | –              | –              | –            | –            | –                | –                 | –                 | –                  | –                  | –                | –                | –                 | –                 | –            | –                 | –                 | –                 | –                | –                | –           | –         | –         | –         | –          | –          | –                | –               | –               |
| 1-3 4-30 poniżej 30 dnf – zawodniczka nie ukończyła zjazdu dns – Zawodniczka nie wystartowała dsq – Zawodniczka zdyskwalifikowana |                |                |               |            |               |                   |                       |                       |             |                |                |              |              |                  |                   |                   |                    |                    |                  |                  |                   |                   |              |                   |                   |                   |                  |                  |             |           |           |           |            |            |                  |                 |                 |

## Klasyfikacje

### Mężczyźni
| Lp. | Zawodnik              | Punkty |
| --- | --------------------- | ------ |
| 1.  | Mikaël Kingsbury      | 81     |
| 2.  | Alexandre Bilodeau    | 78     |
| 3.  | Liu Zhongqing         | 62     |
| 4.  | Qi Guangpu            | 54     |
| 4.  | Anton Kusznir         | 49     |
| 6.  | Victor Öhling Norberg | 47     |
| 7.  | Andreas Matt          | 46     |
| 8.  | Nicholas Goepper      | 45     |
| 9.  | Jesper Tjäder         | 45     |
| 10. | Justin Dorey          | 42     |

| Lp. | Zawodnik         | Punkty |
| --- | ---------------- | ------ |
| 1.  | Liu Zhongqing    | 308    |
| 2.  | Qi Guangpu       | 268    |
| 3.  | Anton Kusznir    | 243    |
| 4.  | Alaksiej Hryszyn | 200    |
| 5.  | Travis Gerrits   | 197    |
| 6.  | David Morris     | 190    |
| 7.  | Wu Chao          | 179    |
| 8.  | Pawieł Krotow    | 152    |
| 9.  | Jia Zongyang     | 150    |
| 10. | Dylan Ferguson   | 137    |

| Lp. | Zawodnik               | Punkty |
| --- | ---------------------- | ------ |
| 1.  | Mikaël Kingsbury       | 890    |
| 2.  | Alexandre Bilodeau     | 879    |
| 3.  | Patrick Deneen         | 443    |
| 4.  | Bradley Wilson         | 429    |
| 5.  | Aleksandr Smyszlajew   | 419    |
| 6.  | Marc-Antoine Gagnon    | 368    |
| 7.  | Shō Endō               | 311    |
| 8.  | Philippe Marquis       | 278    |
| 9.  | Simon Pouliot-Cavanagh | 245    |
| 10. | Anthony Benna          | 227    |

| Lp. | Zawodnik              | Punkty |
| --- | --------------------- | ------ |
| 1.  | Victor Öhling Norberg | 474    |
| 2.  | Andreas Matt          | 464    |
| 3.  | Daniel Böhnacker      | 370    |
| 4.  | David Duncan          | 361    |
| 5.  | Alex Fiva             | 458    |
| 6.  | Armin Niederer        | 350    |
| 7.  | Brady Leman           | 295    |
| 8.  | Jean Frédéric Chapuis | 281    |
| 9.  | Christopher Del Bosco | 241    |
| 10. | Thomas Zangerl        | 232    |

| Lp. | Zawodnik               | Punkty |
| --- | ---------------------- | ------ |
| 1.  | Justin Dorey           | 212    |
| 2.  | Aaron Blunck           | 180    |
| 3.  | Micheal Riddle         | 145    |
| 4.  | Kevin Rolland          | 140    |
| 5.  | Antti-Jussi Kemppainen | 129    |
| 6.  | Noah Bowman            | 125    |
| 7.  | Alex Ferreira          | 117    |
| 8.  | Yannic Lerjen          | 116    |
| 9.  | David Wise             | 107    |
| 10. | Matt Margetts          | 97     |

| Lp. | Zawodnik         | Punkty |
| --- | ---------------- | ------ |
| 1.  | Jesper Tjäder    | 325    |
| 2.  | Nicholas Goepper | 225    |
| 3.  | Bobby Brown      | 145    |
| 4.  | Josiah Wells     | 122    |
| 5.  | Russell Henshaw  | 120    |
| 6.  | Mcrae Williams   | 105    |
| 7.  | James Woods      | 104    |
| 8.  | Gus Kenworthy    | 104    |
| 9.  | Oscar Wester     | 103    |
| 10. | Jonas Hunziker   | 101    |

### Kobiety
| Lp. | Zawodniczka             | Punkty |
| --- | ----------------------- | ------ |
| 1.  | Hannah Kearney          | 75     |
| 2.  | Justine Dufour-Lapointe | 75     |
| 3.  | Li Nina                 | 71     |
| 4.  | Marielle Thompson       | 66     |
| 5.  | Fanny Smith             | 65     |
| 6.  | Zhang Xin               | 63     |
| 7.  | Devin Logan             | 63     |
| 8.  | Ophélie David           | 53     |
| 9.  | Xu Mengtao              | 49     |
| 10. | Chloé Dufour-Lapointe   | 44     |

| Lp. | Zawodniczka     | Punkty |
| --- | --------------- | ------ |
| 1.  | Li Nina         | 356    |
| 2.  | Zhang Xin       | 316    |
| 3.  | Xu Mengtao      | 246    |
| 4.  | Lydia Lassila   | 210    |
| 5.  | Cheng Shuang    | 207    |
| 6.  | Danielle Scott  | 184    |
| 7.  | Emily Cook      | 173    |
| 8.  | Ashley Caldwell | 149    |
| 9.  | Laura Peel      | 143    |
| 10. | Fanyu Kong      | 142    |

| Lp. | Zawodniczka             | Punkty |
| --- | ----------------------- | ------ |
| 1.  | Hannah Kearney          | 850    |
| 2.  | Justine Dufour-Lapointe | 774    |
| 3.  | Chloé Dufour-Lapointe   | 521    |
| 4.  | Maxime Dufour-Lapointe  | 459    |
| 5.  | Heather McPhie          | 420    |
| 6.  | Eliza Outtrim           | 347    |
| 7.  | Andi Naude              | 282    |
| 8.  | Sophia Schwartz         | 267    |
| 9.  | Junko Hoshino           | 253    |
| 10. | Deborah Scanzio         | 229    |

| Lp. | Zawodniczka              | Punkty |
| --- | ------------------------ | ------ |
| 1.  | Marielle Thompson        | 655    |
| 2.  | Fanny Smith              | 650    |
| 3.  | Ophélie David            | 532    |
| 4.  | Katrin Müller            | 408    |
| 5.  | Marte Høie Gjefsen       | 325    |
| 6.  | Sandra Näslund           | 324    |
| 7.  | Georgia Simmerling       | 304    |
| 8.  | Sanna Lüdi               | 283    |
| 9.  | Marielle Berger-Sabbatel | 276    |
| 10. | Heidi Zacher             | 266    |

| Lp. | Zawodniczka      | Punkty |
| --- | ---------------- | ------ |
| 1.  | Devin Logan      | 186    |
| 2.  | Maddie Bowman    | 180    |
| 3.  | Amy Sheehan      | 170    |
| 4.  | Mirjam Jäger     | 153    |
| 5.  | Angeli Vanlaanen | 152    |
| 6.  | Brita Sigourney  | 150    |
| 7.  | Rowan Cheshire   | 140    |
| 8.  | Ayana Onozuka    | 140    |
| 9.  | Annalisa Drew    | 135    |
| 10. | Katrien Aerts    | 110    |

| Lp. | Zawodniczka      | Punkty |
| --- | ---------------- | ------ |
| 1.  | Lisa Zimmermann  | 305    |
| 2.  | Emma Dahlström   | 196    |
| 3.  | Dara Howell      | 180    |
| 4.  | Silvia Bertagna  | 151    |
| 5.  | Zuzana Stromková | 140    |
| 6.  | Keri Herman      | 136    |
| 7.  | Camillia Berra   | 131    |
| 8.  | Devin Logan      | 127    |
| 9.  | Darian Stevens   | 104    |
| 10. | Dominique Ohaco  | 103    |